# Desocupação do Pinheirinho
A desocupação do Pinheirinho foi uma operação de reintegração de posse realizada em janeiro de 2012 na comunidade do Pinheirinho, uma ocupação irregular localizada no município de São José dos Campos, estado de São Paulo, Brasil. O número de habitantes era estimado entre 6 e 9 mil moradores (no começo de 2010, esse número era de 5 534), que ocupavam a área abandonada desde 2004. O bairro, cuja área era três vezes maior que a do Vaticano (1,3 milhão de metros quadrados), contava com associações de moradores, sete igrejas, sendo seis evangélicas e uma católica chamada Madre Teresa de Calcutá, estabelecimentos comerciais, espaços de lazer e uma grande praça chamada Zumbi dos Palmares. O terreno supostamente pertence a uma massa falida da Selecta SA, que tem como proprietário Naji Nahas. Iniciada no dia 22 de janeiro de 2012, a desocupação contou com conflitos entre moradores e autoridades, além de denúncias que tiveram repercussão nacional e internacional. A decisão de reintegração de posse foi tomada em meio a um imbróglio jurídico, tendo a justiça federal suspendido a ação no dia 20 e a justiça estadual ignorado tal suspensão. A legitimidade e a validade jurídica da determinação estadual foram questionadas pela OAB, pela Procuradoria Federal dos Direitos do Cidadão e pelo Conselho Federal de Psicologia. No entanto, o STJ validou a desocupação através de uma liminar emergencial que só foi anunciada horas após o começo da operação. Mais tarde, foi requisitado que o STF julgasse a competência da justiça federal no caso, mas o presidente do tribunal, Cezar Peluso, negou-se a acatar esse pedido por motivos técnicos.

## Antecedentes
O Pinheirinho situava-se na zona sul de São José dos Campos, próximo ao bairro Campos dos Alemães. Entre as décadas de 1950 e 1970, essa região era uma grande propriedade policultora. Em 1981, o terreno teria sido vendido ao empresário Naji Nahas. Há rumores de que existiu um projeto de loteamento da região desde a década de 1970, mas aparentemente o loteador abandonou esse intento em meados da década de 1980. A empresa de Naji Nahas, Selecta, faliu em 1990, e o terreno, localizado em zoneamento industrial, permaneceu abandonado.
A ocupação do loteamento chamado Pinheirinho teve início em 28 de fevereiro de 2004, por aproximadamente 300 famílias e, segundo lideranças do movimento, teria sido amparada por um acordo entre moradores e a prefeitura de São José dos Campos, no mesmo ano. Já em 2004, a 18ª vara cível da capital teria tomado uma decisão favorável à massa falida do empreendimento Selecta, pedindo a reintegração de posse do terreno. Os moradores, com auxílio do Partido Socialista dos Trabalhadores Unificado, do Movimento Pró-Moradia e do Sindicato dos Metalúrgicos de São José dos Campos, conseguiram uma liminar suspendendo a reintegração de posse, primeiramente, na 6ª Vara Cível de São José dos Campos, e, posteriormente, no Tribunal de Justiça de São Paulo. A prefeitura também teria participado ativamente da luta judicial em favor de uma ação demolitória. Nos anos seguintes, a massa falida explorou todas as formas possíveis de reverter a vitória judicial dos moradores. Os moradores do Pinheirinho, por sua vez, protocolaram uma ação popular contra a Prefeitura Municipal de São José dos Campos e alegaram que a administração municipal estaria se omitindo em resolver o problema dos moradores da área. Em 2005, a prefeitura também conseguiu na Justiça uma liminar para cortar o fornecimento de água e energia elétrica da população do Pinheirinho, que só foi derrubada na última hora. Na época, o advogado dos moradores declarou que "para o prefeito, não pode ter ocupação em São José dos Campos e se tiver eles vão atacar. É uma posição política do PSDB: se as pessoas não têm teto, têm que se virar". Em 2006, o Ministério das Cidades se comprometeu a implantar um conjunto habitacional na área do Pinheirinho.[carece de fontes?]
No dia 3 de novembro de 2009, a 1ª Turma de Direito Público do STJ (Superior Tribunal de Justiça) negou por unanimidade o recurso especial impetrado pelos advogados das famílias de sem-teto, do Pinheirinho, contra a ação demolitória do governo de Eduardo Cury (PSDB). O clima de revolta foi similar ao que se instaurou em 2012, quando as famílias voltaram a ser ameaçadas de despejo. No entanto, os moradores voltaram a obter vitórias judiciais até 2011, quando o STJ anulou todo o processo de reintegração por incompetência da Vara responsável.
Desde 2004, o direito à propriedade do terreno por parte de Naji Nahas é contestado. No dia 1 de janeiro, o deputado federal Protógenes Queiroz, ex-coordenador da Operação Satiagraha da Polícia Federal (PF) alegou que Nahas é suspeito de ter utilizado um interposto para se apropriar irregularmente do terreno de Pinheirinho na condição de credor. Atualmente, o empresário deve R$ 15 milhões à prefeitura de São José dos Campos.
Desde abril de 2011 a massa falida da Selecta /SA havia desistido da reintegração de posse, porém, isso foi ignorado no processo de reintegração.

### Denúncias do MPF
Dias antes da desocupação, o Ministério Público Federal (MPF) denunciou a prefeitura de São José dos Campos. Segundo o MPF, a prefeitura, encabeçada por Eduardo Cury do PSDB, seria a responsável pela falta de moradia na região. O MPF entrou com uma ação civil pública contra a prefeitura de São José dos Campos por omissão no caso Pinheirinho. De acordo com o procurador, a prefeitura de São José dos Campos recusou-se a inscrever a comunidade no Programa Cidade Legal, o que ajudaria a legalizar a situação dos moradores. O MPF vem pressionando a prefeitura a regularizar a situação dos moradores desde 2005.

## Reintegração de posse
A operação de retirada das famílias, que contou com disparo de armas de fogo contra um morador e um alegadas agressões físicas, foi acompanhada de protestos e denúncias de violações aos direitos humanos. Um morador entrou em estado de choque, mais de 500 relataram abusos policiais e muitos disseram ter sido atingidos indiscriminadamente por balas de borracha. Uma família de moradores desalojados denunciou que sofreu abuso sexual e violência física por parte dos policiais da Rota durante a desocupação. O aposentado Ivo Teles dos Santos, tido como desaparecido desde a reintegração de posse, foi encontrado no dia 5 de fevereiro na UTI do Hospital Municipal. Ele teria sido espancado por três policiais militares. Ivo Teles dos Santos faleceu no dia 9 de abril, ainda hospitalizado, tendo sido aberto inquérito para apurar as denúncias de espancamento. Outro morador, Antonio Dutra Santana, teria sido atropelado e morto por uma condutora que perdeu o controle do carro após ser atingida por uma bomba de efeito moral. O advogado e presidente da Comissão de Direitos Humanos da OAB de São José dos Campos, Aristeu César Pinto Neto, já havia afirmado que houve mortos na ação, mas até então nenhuma denúncia havia sido apurada. Nenhuma morte foi confirmada oficialmente. A operação foi denunciada por dois especialistas da ONU, pelo Conselho Estadual de Defesa dos Direitos da Pessoa Humana de São Paulo, pela Secretaria de Direitos Humanos, pela Anistia Internacional, pelo Ministério Público Federal e pela Defensoria Pública. Juristas e entidades políticas denunciaram o caso Pinheirinho à Comissão de Direitos Humanos da Organização dos Estados Americanos. As entidades defensoras de direitos humanos questionam a legitimidade da decisão judicial, os abusos policiais e o desrespeito a princípios fundamentais da constituição brasileira, como o direito a moradia digna. Sindicatos e jornais também denunciaram censura e alegaram que a PM cerceou a liberdade de jornalistas na região durante e após a reintegração de posse. A ação no Pinheirinho rendeu 600 processos contra o Estado paulista por desrespeito às garantias civis.
Divulgado pela 36ª Subseção da Ordem dos Advogados do Brasil - São José dos Campos, o relatório da Comissão Especial para Acompanhamento da Desocupação do Local Denominado “Pinheirinho” – “fruto de um esforço conjunto que envolveu dezenas de advogados que voluntariamente acompanharam toda a problemática em suas diversas fases e realizaram incontáveis diligências” – diz que uma das causas da desocupação pode ter sido “a exploração política e econômica praticada pelos líderes do movimento contra a população carente que se instalou no Pinheirinho”.
Sobre a atuação da Polícia Militar, o relatório diz: “podemos afirmar (...) que não existiram confrontos ostensivos. De uma forma geral, as famílias se retiraram em relativa ordem e se não foi integralmente pacífica, certamente não foi contaminada por violência generalizada, fato surpreendentemente positivo em face das circunstâncias... Os números nos permitem afirmar com tranquilidade que inexistiu violação dos Direitos Humanos na conduta geral da Polícia Militar, mas casos isolados que não podem macular a operação como um todo. Podemos atestar a imensa preocupação, tanto dos Comandantes como dos Soldados, em evitar vítimas e respeitar a integridade física e moral das pessoas”.
Em janeiro de 2012, por processo movido pela massa falida da Selecta SA, a justiça estadual de São Paulo, por determinação da juíza Márcia Loureiro (6ª Vara Cível de São José), determinou que a região deveria ser desocupada e ordenou uma reintegração de posse. As ameaças de desocupação vinham desde 2011.
No dia 14 de janeiro de 2012, os moradores do Pinheirinho declararam que resistiriam à desocupação e criaram uma força de resistência equipada com restos de tambores, coletes de compensado e caneleiras de tubos de PVC.
No dia 15 de janeiro, moradores do bairro vizinho ao Pinheirinho, Campo dos Alemães, ocuparam uma região improvisada de última hora que a prefeitura destinaria aos desalojados. Segundo os moradores solidários ao Pinheirinho, não havia estrutura básica nos alojamentos para a recepção das famílias. A área, doada à prefeitura há cerca de sete anos, deveria ter sido usada para a construção de algo em benefício dos moradores, o que não foi realizado. No dia 16 de janeiro, a PM usou helicópteros para lançar panfletos sobre a comunidade. Nos panfletos, a PM pedia que os "cidadãos de bem" se retirassem pacificamente da região, embora não houvesse estrutura alguma para receber os moradores.
No dia 17 de janeiro, terça-feira, a Polícia Militar do Estado de São Paulo deslocou várias unidades para a região, visando operar uma reintegração de posse. Eram 1.500 PMs com bombas de efeito moral, gás pimenta, balas de borracha e cassetetes. Às 4h20 desse dia, temendo um confronto físico entre a PM e os moradores da região, a juíza federal de plantão 'Roberta Chiara concedeu uma liminar desautorizando a polícia a cumprir a reintegração de posse. A liminar, no entanto, foi cassada no mesmo dia pelo juiz federal titular Carlos Alberto Antônio Júnior, que alegou que a competência do caso não era federal.
No dia 19 de janeiro, quinta-feira, advogados dos moradores do Pinheirinho e advogados da massa falida Selecta S/A realizaram um acordo, segundo o qual a reintegração deveria ser suspensa por 15 dias. No mesmo dia, o Ministério Público Federal entrou com uma ação civil pública contra a prefeitura de São José dos Campos por omissão no caso Pinheirinho. Proposta pelo procurador da República Ângelo Augusto Costa, que acompanha o caso por meio de um inquérito civil público desde 2005, a ação também continha quatro pedidos liminares para assegurar o direito à moradia dos ocupantes do terreno.
No dia 20 de janeiro, sexta-feira, o Tribunal Regional Federal da 3ª Região (TRF) suspendeu a ordem de reintegração de posse da comunidade do Pinheirinho. O desembargador federal Antonio Cedenho, da 5ª Turma do TRF, alegou que a União passaria a integrar o processo, que interessava ao governo federal. Contrariando o acordo realizado no dia 19 e a decisão da Justiça Federal (20 de janeiro), a justiça estadual autorizou a reintegração de posse no dia 22. O Tribunal de Justiça estadual considerou que sua decisão era soberana e alegou equivalência entre as instâncias deliberativas estadual e federal. Um agente da justiça federal foi pessoalmente ordenar o fim da reintegração de posse uma segunda vez, mas a PM continuou a ação. O oficial de Justiça foi até a ocupação por volta das 11 horas e entregou a decisão do juiz federal de plantão, Samuel de Castro Barbosa Melo, suspendendo a ação. A ordem foi direcionada aos comandos da Polícia Militar, da Polícia Civil e da Guarda Municipal. O juiz estadual Rodrigo Capez, vinculado ao PSDB (partido do então prefeito e do governador) foi o responsável por negar novamente a competência federal. Segundo ele, a ação já estava "em estado avançado" e não poderia ser interrompida.

### Reações à decisão judicial
A decisão de reintegração de posse ocorreu em meio a um imbróglio jurídico. A determinação da justiça estadual de São Paulo contrariou duas decisões judiciais federais e um acordo válido até fevereiro. A Ordem dos Advogados do Brasil considerou a decisão da Justiça ilegal e a qualificou como quebra do pacto federativo. Segundo críticos da ação, a determinação do juiz estadual Rodrigo Capez foi inconstitucional, uma vez que um conflito de competências estaduais e federais só poderia ser resolvido pelo STF ou pelo STJ e não havia "urgência" ("perigo na demora") em realizar a ação (havia um acordo entre as partes válido até fevereiro). Também alega-se que o direito fundamental à moradia prevalece sobre interesses meramente econômicos Essa opinião também foi amparada por declarações do Conselho Federal de Psicologia e da Procuradoria Federal dos Direitos do Cidadão. Na noite do dia 22, contudo, o Superior Tribunal de Justiça afirmou que a decisão sobre a reintegração de posse era competência da justiça estadual, validando a desocupação. Especialistas entrevistados pela Folha de S. Paulo, entre eles André Ramos Tavares e Gustavo Rene Nicolau, argumentam que a competência era da justiça estadual e que o poder executivo agiu corretamente. Outros especialistas, como o juiz Gerivaldo Alves Neiva e o desembargador José Osório de Azevedo Júnior (autor do livro “Direitos imobiliários da população urbana de baixa renda”)  discordam.  No dia 23 de janeiro, a Associação Democrática por Moradia e Direitos Sociais de São José dos Campos entrou com uma ação no Supremo Tribunal Federal (STF) pedindo a suspensão da desocupação do Pinheirinho. Segundo seus diretores, a União passou a manifestar interesse pela solução do problema e chegou a firmar um termo de compromisso com o governo paulista e com o município de São José dos Campos para regularizar o terreno. O STF, contudo, não aceitou o pedido da associação alegando motivos técnicos. Segundo o presidente do STF, Cezar Peluso, “"não cabe mandado de segurança contra ato judicial passível de recurso ou correição".

### Conflito
A Polícia Militar chegou ao local na madrugada do dia 22 de janeiro de 2012 e iniciou a operação de reintegração de posse às 6 horas da manhã.  Por volta das 7h, alguns moradores, que até então não haviam reagido, começaram a resistir. Segundo moradores e jornalistas, a PM teria utilizado bombas de gás e balas de borracha indiscriminadamente mesmo quando não havia resistência. O jornal O Estado de S. Paulo divulgou o relato de mulheres grávidas que teriam sido agredidas por policiais mesmo sem demonstrar resistência. Jenifer Moreira, de 18 anos, grávida de cinco meses teria sido agredida com spray de pimenta enquanto aguardava a chegada da PM para triagem. Segundo ela, "foi uma gritaria. Os policiais chegaram jogando bomba e atirando spray. Fiquei com os olhos ardendo". Por volta das 17h, a Polícia Militar já detinha controle de cerca de 50% do bairro.
No dia 22 de janeiro, dois mil policiais militares contando com auxílio da guarda civil, além de dois helicópteros Águia, carros blindados, bombas de gás, balas de borracha e spray de pimenta, realizaram a reintegração de posse. Também foram enviados mais de 220 viaturas, 40 cães e cem cavalos para o local. 30 pessoas foram detidas, 16 ou 17 no começo da ação e 14 na madrugada do dia 22. (No início da operação, as fontes relatavam 11 presos), um rapaz foi baleado e gravemente ferido, e outros moradores foram encaminhados para o hospital. Cenas de violência divulgadas pelo portal UOL e ao menos três outros veículos (e assim qualificadas por eles). mostram policiais militares lançando bombas e balas de borracha contra moradores, além de mulheres com criança de colo deixando o local às pressas. Os moradores reagiram mais tarde com barricadas. Um carro da TV Vanguarda, afiliada à rede Globo, foi incendiado. Um adolescente de 15 anos, morador do Campo dos Alemães, confessou ter sido o responsável pelo incidente.
Às 17h30, moradores do bairro vizinho ao Pinheirinho jogaram pedras nos policiais e quebraram o alambrado que cerca o Centro Poliesportivo do Campo dos Alemães. Em represália, foram atingidos com bombas de gás e balas de borracha. A Guarda Civil Municipal chegou a dar tiros para o alto e disparou balas de borracha contra a multidão. Às 17h53, o clima continuava tenso na região, e apenas 50% da ocupação havia sido retirada. Segundo sindicalistas e portais de notícia, a prefeitura derrubou com tratores uma capela construída pela comunidade e outras construções. Às 20h, moradores voltaram a entrar em conflito com a Polícia Militar. Ouviu-se explosões e tiros após o incêndio de um carro nas proximidades de uma base da Polícia Militar.
No dia 23, a reintegração ainda não havia sido concluída. A Polícia Militar alegou que a reintegração foi pacífica, mas a reportagem da Folha de S. Paulo presenciou a Guarda Civil Municipal batendo em moradores e a PM usando balas de borracha e gás de pimenta. Alega-se que incêndios de carros, cerca de seis, foram provocados por simpatizantes do movimento, e não pelos moradores.
Pelas 19 horas do dia 24 de janeiro, o governo havia demolido cerca de 40% das casas do Pinheirinho. Na noite do dia 25 de janeiro, da polícia concluiu a reintegração de posse. No entanto, vários moradores invadiram áreas de risco, enquanto outros incendiaram um trator na área desocupada. No total, 15 veículos foram incendiados na região.
No dia 24, policiais militares e manifestantes entraram em confronto repetidas vezes. Moradores foram completamente desalojados e alguns deles receberam seus pertences.

#### Infiltração de agentes da PM
A PM infiltrou homens na comunidade do Pinheirinho antes da reintegração de posse. Os agentes acompanharam inclusive a última assembleia geral realizada no galpão central do Pinheirinho e encerrada com o "Cordel-rap do Pinheirinho", às 21h30 do dia 21 de janeiro de 2012. Segundo a PM, a ação foi realizada para evitar maiores confrontos com os moradores. A ação da PM foi bastante criticada por especialistas em segurança pública. Segundo Walter Maierovitch, “a Polícia Militar usou técnicas da época da ditadura. Se infiltrou para ver quem eram as lideranças.”

## Possíveis abusos e consequências
Cerca de seiscentos processos foram abertos contra o estado de São Paulo em nome de ex-moradores do Pinheirinho, em São José dos Campos, que afirmam ter sofrido abusos durante a reintegração de posse pela Polícia Militar. Dezenas de pessoas ficaram feridas durante a desocupação (1 morador, David Washington Furtado, ficou gravemente ferido após ser atingido com bala de fogo), cerca de 30 pessoas foram detidas, 15 veículos foram incendiados e um PM foi afastado após ser flagrado espancando um morador. Cinco pessoas foram declaradas desaparecidas pelos moradores no dia 26, mas quatro foram localizadas no dia 27. Um morador (o aposentado Ivo Santos) continuou desaparecido por semanas após a reintegração. No dia 5 de fevereiro, ele foi encontrado na UTI do Hospital Municipal de São José dos Campos. O morador teria sido espancado por três policiais militares antes de dar entrada na UTI por volta das 18h30 do dia 22. Antes de ser hospitalizado, o aposentado forneceu entrevista ao jornal O Vale, onde dizia "Eles vieram com muita violência para tirar a gente de casa. Eu reagi e eles partiram para cima. Caí no chão e os três policiais continuaram a bater com o cassetete em mim. Olha só como estou agora? Não consigo nem andar." Ivo Teles Santos faleceu no dia 9 de abril, e um inquérito foi aberto para averiguar as denúncias de espancamento. Um morador entrou em estado de choque, mais de 500 relataram abusos policiais e muitos foram atingidos indiscriminadamente por balas de borracha (entre eles o assessor de um ministro). Uma família de moradores desalojados denunciou que sofreu abuso sexual e violência física por parte dos policiais da Rota durante a desocupação.
Casas de moradores foram demolidas antes da retirada dos bens. Jornais divulgaram histórias de mulheres grávidas atingidas com gás e spray de pimenta. Também houve confusão devido à surpresa da operação. Segundo o jornal Folha de S. Paulo, a Polícia Militar deteve 16 pessoas nos primeiros momentos da ação sob a alegação de incitação ao crime. Afirma-se que eles já foram soltos. Um rapaz ficou gravemente ferido após ser baleado e passa por cirurgia. A Polícia Militar e a Guarda Civil Metropolitana acusam-se mutuamente, e não assumem responsabilidade no caso. Foram veiculadas notícias de que moradores teriam morrido, mas nenhuma foi confirmada. A Polícia Militar e a prefeitura negaram repetidamente as acusações de assassinato. As denúncias foram publicadas, ainda, pela Agência de Notícias das Favelas e pela Agência Brasil. O presidente da Comissão de Direitos Humanos da OAB (Ordem dos Advogados do Brasil) de São José dos Campos, Aristeu César Pinto Neto, disse no dia 23: "Há mortes, inclusive de crianças. Nós estamos fazendo um levantamento no IML, e tomando as providências para responsabilizar os governantes que fizeram essa barbárie". Mais tarde, o advogado disse ao portal Terra que essa seria uma possibilidade sob investigação. "Requisitamos ao IML (Instituto Médico-Legal) relatório sobre as ocorrências do domingo e solicitamos aos hospitais que forneçam a documentação pertinente, já que houve narrativas por parte dos moradores de que houve mortes. São muitos relatos convergentes, como o de um episódio em que uma bomba de gás foi lançada em uma tenda com uma mãe e crianças que depois saíram em ambulâncias." Nenhuma morte foi confirmada oficialmente e a Agência Brasil, agência de notícias do governo, em 6 de fevereiro de 2012, divulgou nota admitindo o erro na apuração e divulgação da informação e negou a existência de mortes.
Jornais divulgaram imagens de policiais apontando armas de fogo contra civis. Um dos assessores do ministro Gilberto Carvalho foi atingido com uma bala de borracha na perna. Um morador do Pinheirinho sofreu um infarto no Centro de Triagem. Foram cerca de vinte feridos segundo a imprensa. (até o dia 22, a prefeitura alegava que eram apenas 3) Um vídeo de um morador sendo espancado por PMs sem motivo nenhum foi divulgado no Youtube e pelo Estadão. Após recolher depoimentos de moradores no dia 31, o presidente do Conselho Estadual de Defesa dos Direitos da Pessoa Humana (Condepe), Ivan Akselrud de Seixas, afirmou que "algumas pessoas explicitaram a intenção de matar por parte de guardas municipais e policiais militares".

### Relatório do Condep
O Conselho Estadual de Defesa dos Direitos da Pessoa reuniu cerca de 1800 denúncias de violações a direitos humanos na reintegração do Pinheirinho. 13,6% do total das denúncias diziam respeito a humilhações e ameaças. Mais de 20% dos entrevistados relataram ter sofrido agressões físicas. A prisão não justificada do militante Guilherme Boulos também foi citada pelo relatório do Condep, assim como o caso de Ivo Teles e uma supeita de estupro, nunca comprovada.

### Violência contra animais
Durante a operação em Pinheirinho, animais foram abandonados pelos próprios moradores daquele lugar. Poucos dias após a reintegração, moradores próximos ao Pinheirinho atestaram o abandono e maltratos por parte dos donos desses animais que lá moravam. O ex-morador Reginaldo dos Santos afirmou em entrevista ao G1 que deixou seu "pitbull preso na corrente com comida no domingo". Segundo ele "me falaram que eu poderia deixá-lo que não iriam mexer com ele. Voltei e o Taurus não está mais lá. Levaram o meu cachorro embora". Na manhã do dia 24, o G1 avistou muitos animais perdidos vagando pelos escombros de Pinheirinho. Segundo o Portal Uol,  nos três dias seguintes à desocupação, "As famílias tinham que esperar em uma longa fila e aguardar a liberação da Polícia Militar para buscar as coisas em casa e procurar seus bichos pelo Pinheirinho". No final do mês, voluntários ajudaram a recolher cerca de 100 animais deixados para trás e denunciaram violações aos direitos dos animais. Segundo um dos voluntários, "Deve ter uns 500 animais ainda perdidos por lá. Vi muitos animais mortos ou feridos com balas de borracha. Muitos que sobreviveram estão com sarna e vermes. Faz cinco dias que não durmo". De acordo com ativistas, a estimativa de animais abandonados é de cerca de 600.  De acordo com Vicente Define Neto, diretor da ONG Cão Sem Dono, de São Paulo, "Muitos [animais] estavam mortos entre os destroços. É uma situação muito triste, como se tivesse passado um tsunami por aqui". A prefeitura só abrigou os animais perdidos mais de uma semana após a operação. O custo por animal retirado do Pinheirinho é quase o dobro da “bolsa aluguel” dos moradores.
No dia 5 de fevereiro, ativistas pelos direitos dos animais alegaram temer que a prefeitura fosse sacrificar os cães e gatos recolhidos no Pinheirinho. A OPAR (Organização para Proteção de Animais de Rua) e a Cão Sem Dono afirmaram que a prefeitura se recusou a revelar o paradeiro dos animais "recolhidos" dias antes. A reportagem da Folha de S. Paulo verificou que, duas semanas após a ocupação, dezenas de animais continuavam vagando pelo terreno, abandonados. No dia 26 de janeiro, o jornal alega ter presenciado um resgate de filhotes de cão em uma rua do Pinheirinho. Dois outros filhotes estavam mortos.

### Destino dos desalojados
A Prefeitura de São José dos Campos distribuiu passagens rodoviárias para moradores da ocupação no Pinheirinho para que voltassem a seus estados de origem. No domingo, o Jornal Folha de S. Paulo mostrou que as tendas armadas para o atendimento de moradores estavam cheias de lama e não tinha proteção lateral. Na segunda-feira, segundo moradores, a situação continuava a mesma. O Portal UOL de notícias entrevistou moradores desalojados e publicou denúncias. A dona de casa Eliane Borges Figueira realatou ao UOL: "Estou na fila há quatro horas e até agora não consegui ser atendida. No meu barraco moravam sete pessoas. Estou abalada e triste com o que está acontecendo. Perdi minhas coisas e agora não sei para onde irei. Só tenho um número, só sou um número." No dia 24 de janeiro, o jornal Folha de S. Paulo denunciou novamente as péssimas condições dos abrigos. Segundo o jornal, três pessoas com pneumonia, uma com tuberculose e outra com sequelas de AVC estavam jogadas em abrigos precários sem atendimento médico algum. Crianças brincavam em meio a fezes de pombos, os banheiros estavam imundos e um animal morto estava abandonado no ambiente. Dois vestiários, sem saneamento ou água encanada, foram improvisados como banheiros. O motorista Assis David Monteiro teria declarado ao jornal "eles querem nos degradar como seres humanos". Outra moradora teria qualificado a situação como uma "tragédia humanitária". O portal de notícias R7 denunciou as condições dos desabrigados e a agressividade do despejo. Na reportagem, veiculou-se a cena em que um jornalista se emociona ao narrar a perplexidade de crianças desabrigadas.
No dia 24 de janeiro, a Defensoria Pública ajuizou uma ação civil pedindo que a Justiça obrigue a prefeitura e o Estado a fornecerem acolhimento emergencial para a população removida da região. Segundo o portal Terra, exigiu-se "três refeições diárias, transporte escolar, medicamentos e equipe médica, além de concessão imediata de auxílio-moradia para todos os desabrigados e inclusão em programas de habitação social." Caso contrário, a ação prevê aplicação de uma multa diária de R$ 1 mil por morador desatendido. Após três dias de duras críticas, o governador Geraldo Alckmin declarou que pagaria R$500 mensais durante seis meses às famílias, para que pudessem pagar aluguel. No entanto, segundo moradores e jornalistas, o baixo valor do aluguel (R$500 é o valor limite de uma habitação de um cômodo em São José dos Campos) e a situação dos moradores (incapazes de ter fiador) impediram que a maioria conseguisse alugar moradias.
O Conselho Estadual de Defesa dos Direitos da Pessoa Humana de São Paulo (Condepe-SP) recolheu 507 depoimentos de ex-moradores do Pinheirinho, comunidade de São José dos Campos (SP) desocupada na semana passada, com queixas sobre a operação de reintegração de posse do terreno. Segundo o relator do Condepe, "São pessoas que ainda têm, passados nove dias do fato, marca no corpo das agressões sofridas". A respeito dos abrigos, o relator afirmou que "há 1.069 crianças e adolescentes (...) e não há nenhuma política de atenção específica à criança e ao adolescente". No dia 31 de janeiro, a Secretaria de Direitos Humanos declarou que as condições dos abrigos destinados pela prefeitura aos moradores expulsos violam os direitos humanos. No dia 1 de fevereiro, o governo federal denunciou novamente a condição dos abrigos destinados aos desalojados. Segundo o Conselho de Defesa dos Direitos da Pessoa Humana (CDDPH), o Conselho Nacional dos Direitos da Criança e do Adolescente (Conanda) e o Conselho Nacional dos Direitos do Idoso (CNDI), que visitaram os locais, faltam condições de higiene, alimentação adequada e atendimento médico. No início de fevereiro, moradores acusaram a prefeitura de servir comida estragada. A prefeitura alegou que isso seria uma sabotagem das lideranças sociais.
Um vídeo divulgado na internet mostra uma moradora denunciando ações irregulares de despejo. No vídeo, pode-se ver uma casa demolida pela metade ainda contendo bens da moradora, inclusive um armário. Outros relatos similares foram denunciados pelo site G1.  Em notícia do site, a doméstica Luciane Rebeniker denuncia "É muito difícil. Até ontem eles não deixaram a gente entrar, e meus móveis estavam todos dentro de casa. Quando é hoje, a gente encontra desse jeito, tudo demolido"

## Repercussão

### Protestos
A violência da ação policial na reintegração de posse do Pinheirinho foi seguida de protestos. O presidente do Conselho Federal da Ordem dos Advogados do Brasil (OAB), Ophir Cavalcante Jr., criticou a Justiça Estadual e a "falta sensibilidade" de alguns de seus membros. Após a reintegração de posse, moradores expulsos ocuparam a via Dutra em protesto contra a ação. Partidos políticos e entidades defensoras dos direitos humanos criticaram a violência da ação policial. Manifestantes organizaram protestos na capital paulista e em São José dos Campos.
Pinheirinho foi um dos assuntos mais comentados no Twitter, onde inúmeros internautas protestaram contra a ação da Polícia Militar. Em São Paulo, na Avenida Paulista, cerca de 500 manifestantes fecharam todas as faixas da avenida em solidariedade aos moradores do Pinheirinho no mesmo dia. O ato contou com a presença do senador Eduardo Suplicy (PT), que relatou abusos da polícia. Segundo ele, "a cada telefonema que recebo, ouço relatos de abusos por parte da polícia, jogando bombas". O ministro Gilberto Carvalho (Secretaria-Geral da Presidência) disse no domingo, dia 22, que a ação de reintegração de posse da área invadida do Pinheirinho foi desnecessariamente violenta. Na segunda-feira, o ministro declarou que a Polícia Militar transformou a ocupação do Pinheirinho em uma verdadeira "praça de guerra". Ainda no dia 23 de janeiro, foram realizados protestos nos municípios de São Paulo e em São José dos Campos que contaram com centenas de pessoas. Associações LGBT assinaram um manifesto de apoio aos moradores do Pinheirinho e consideraram a determinação da juíza Márcia Loureiro inconstitucional devido à prevalência do direito de moradia sobre o direito de propriedade da empresa autora da ação. O governo federal divulgou uma nota criticando a reintegração. O abuso de autoridade na reintegração de posse foi formalmente denunciado por membros da ONU. Segundo a relatora especial da ONU para o direito à moradia adequada, a arquiteta e urbanista Raquel Rolnik, “não se removem pessoas de suas casas sem que uma alternativa de moradia adequada seja previamente equacionada, discutida em acordo com a comunidade. O Judiciário não obedeceu à legislação internacional. Não pode haver violência, especialmente com crianças, mulheres, idosos.”
Um protesto marcado para ocorrer no aniversário de São Paulo (25 de janeiro) contra a ação no Pinheirinho foi evitado pelo governador. O prefeito Gilberto Kassab, no entanto, se tornou alvo dos manifestantes, sendo atingido com ovos e garrafas. A manifestação degenerou em atos de violência por parte das autoridades e dos manifestantes. Ainda no dia 25, durante o Prêmio Governador do Estado, os cineastas Marco Dutra e Juliana Rojas protestaram contra a ação no Pinheirinho, causando grande constrangimento ao secretário Andrea Matarazzo e ao governador Alckmin. Os rappers Emicida e Criolo também protestaram contra a desocupação em evento do aniversário da cidade. O Conselho Federal de Psicologia soltou uma nota condenando a ação no Pinheirinho. Segundo os profissionais, "A violência usada na ação policial não pode ser admitida, sob pena de compactuarmos com práticas que violam frontalmente os direitos humanos. Mais uma vez, nos perguntamos: que interesses estão por trás dessa ação truculenta?". A procuradora dos Direitos do Cidadão, Gilda de Carvalho, destacou que as ações de remoção forçada das famílias que moravam no Pinheirinho são incompatíveis com a Constituição e com diversos acordos internacionais assumidos pelo Brasil. De acordo com ela, "relatórios mais atuais apontam para a gravidade e urgência em matéria de moradia para a pauta brasileira dos direitos humanos, devendo envolver atores de todas as esferas do Poder Público". No dia 26, manifestantes protestaram no Fórum Social Mundial e pediram a responsabilização do governador Geraldo Alckmin pelo ocorrido.
O juiz Gerivaldo Neiva criticou a ação em manifesto intitulado "Apesar da lei, do Poder e das sentenças dos juízes, eu creio na Justiça!". A ministra da Secretária de Direitos Humanos, Maria do Rosário, disse, no dia 27 de janeiro, que a ação no Pinheirinho foi um absurdo. Juristas e entidades políticas denunciaram o caso Pinheirinho à Comissão de Direitos Humanos da Organização dos Estados Americanos. A ONG Conectas Direitos Humanos afirmou que a atuação da PM em São Paulo é catastrófica. De acordo com João Paulo Charleaux, coordenador de comunicação da entidade, "é preciso que o Ministério Público, as ouvidorias de polícia e a corregedoria façam de tudo para desequilibrar a balança em favor da legalidade na ação policial. Os políticos mais consequentes e os policiais dignos do nome já sabem que é possível ter uma polícia eficiente e respeitadora". Em coluna na Folha de S. Paulo, o colunista Kennedy Alencar afirmou "Na administração do cordial Geraldo Alckmin, houve violência policial exagerada contra estudantes, ação desastrada da PM na cracolândia paulistana, dirigente da CDHU culpando moradores pelos defeitos de habitações populares e um atentado contra os direitos humanos no Pinheirinho." O colunista Hélio Schwartsman qualificou a operação como "desastrosa". A senadora Marta Suplicy publicou artigo na Folha de S. Paulo em que caracterizava as autoridades paulistas como incompetentes e truculentas. O ministro Gilberto Carvalho voltou a atacar a operação e chamou-a de "terrorismo". O secretário da Casa Civil do Estado, Sidney Beraldo, contra-atacou. Segundo ele, não houve interesse federal na região desde 2004.
No dia 28 de janeiro de 2012, o secretário da Cultura, o tucano Andrea Matarazzo, discutiu com manifestantes que protestavam contra as ações do Pinheirinho durante a inauguração do Museu de Arte Contemporânea da Universidade de São Paulo. O secretário alegou que foi agredido fisicamente. No dia 29, domingo, foram publicadas avaliações de dois especialistas em segurança pública acerca do caso. O jurista Walter Maierovitch e o cientista político Guaracy Mingardi consideraram que houve uso abusivo de força e descontrole da polícia na ocasião da retirada das famílias. Segundo Maierovitch, “Em que país civilizado isso ocorreria? A expulsão de 1.500 famílias sem ter para onde ir? Nesse caso, a culpa deve ser atribuída à Justiça, que determinou a reintegração. Colocaram uma tropa de choque para atuar de surpresa contra uma população que não está rebelada. É uma arbitrariedade muito grande”.
Jorge Luiz Souto Maior, titular da 3ª Vara do Trabalho de Jundiaí (SP) e livre-docente em Direito do Trabalho pela USP, qualificou a reintegração em Pinheirinho como “uma das maiores agressões aos Direitos Humanos da história recente em nosso país”. O Sindicato Estadual dos Trabalhadores em Educação do Ensino Superior (Sintest/RN) organizou um protesto em favor dos moradores desabrigados no dia 31 de janeiro. Protestos também foram organizados por emigrantes brasileiros em Berlim. Ainda no dia 31, uma reportagem da Folha de S. Paulo afirmou que Geraldo Alckmin teria criado uma espécie de "gabinete antiprotesto" para monitorar as numerosas manifestações contra a ação em Pinheirinho. Um jornalista faz greve de fome há 48 horas em frente à sede da Rede Globo. O manifestante, que alega que houve assassinatos durante a reintegração de posse, pede maior transparência midiática. O cartunista Angeli fez uma charge sobre reintegração intitulada "os homens que não amavam as mulheres" na qual critica a violência policial. No dia 1 de janeiro, políticos do PSOL denunciaram os juízes do caso Pinheirinho ao CNJ no começo de fevereiro. O defensor público Jairo Salvador, de São José dos Campos, afirmou que não há precedentes brasileiros do caso. De acordo com ele, "o Pinheirinho é só mais um capítulo do extermínio da pobreza, de uma cidade que quer se vender como perfeita (...) Não tem lei em São Paulo. É só ter força. Cada um cumpre o que quer".
No dia 2 de fevereiro de 2012, em protesto realizado na Praça Afonso Pena, em São José dos Campos, o professor e cordelista Paulo Barja leu o primeiro cordel de sua trilogia a respeito do Pinheirinho. O texto está disponível na íntegra no blog Cordéis Joseenses; há também uma gravação em áudio disponível no YouTube. Posteriormente, o cordel teve negada sua inscrição para lançamento no Festival da Mantiqueira (promovido pelo governo do Estado de SP). Mesmo assim, foi lido pelo cordelista em praça pública no distrito de São Francisco Xavier, "para não esquecer o ocorrido".
Segundo reportagem da Folha de S. Paulo, Geraldo Alckmin teria criado uma espécie de "gabinete antiprotesto" para monitorar as numerosas manifestações contra a ação em Pinheirinho.
Cláudio Acioly declarou que a reintegração no Pinheirinho foi "violação drástica" de direitos humanos. A arquiteta Raquel Rolnik, relatora especial da ONU para o direito à moradia adequada, denunciou formalmente as autoridades paulistas por violações contra direitos humanos. No dia 24, enquanto o governador Alckmin anunciava uma ajuda de $500 para aluguéis, a Defensoria Pública em São José dos Campos exigiu o custeio público de atendimento médico, três refeições, transporte escolar, auxílio moradia e atendimento psicológico às famílias desalojadas. As famílias expulsas não têm conseguido alugar imóveis com o valor do aluguel garantido pelo governo. Os problemas envolvem o baixo valor da ajuda de custo, a alta procura e a dificuldade em dar garantias na hora da locação.
Especialistas em segurança pública, entre eles o  jurista Walter Maierovitch e o cientista político Guaracy Mingardi, concordam que a operação foi autoritária. Segundo eles, o estado agiu à base da força e perdeu o controle da polícia. A presidenta Dilma Rousseff teria qualificado a ação como "barbárie", mas não fez nenhum pronunciamento oficial. Jorge Luiz Souto Maior, titular da 3ª Vara do Trabalho de Jundiaí (SP) e livre-docente em Direito do Trabalho pela USP, qualificou a reintegração em Pinheirinho como “uma das maiores agressões aos Direitos Humanos da história recente em nosso país”. No dia 2 de fevereiro, líderes estudantis, movimentos sociais e outros grupos realizaram um protesto no centro de São José dos Campos, no qual pediam que as terras fossem devolvidas aos moradores de Pinheirinho. Eram centenas de manifestantes, oriundos dos estados de Minas gerais, Paraná e São Paulo.
No dia 4 de fevereiro, dezenas de brasileiros do mundo todo protestaram contra a reintegração de posse no Pinheirinho. As manifestações aconteceram em frente às embaixadas do Brasil na Argentina, França e no Chile. No dia 16 de fevereiro, a Comissão de Direitos Humanos da OAB de São José dos Campos e o Sindicato dos Advogados de São Paulo realizaram um protesto contra a reintegração de posse em Pinheirinho. A psicanalista Maria Rita Kehl relacionou a reintegração com a ação da polícia durante a ditadura militar.
No dia 23 de fevereiro, o músico Criollo fez um show para mais de 20 mil pessoas no qual relembrou a desocupação no Pinheirinho. O artista trazia um bracelete em formato de pinheirinho, um protesto visual contra a reintegração de posse em janeiro.

### Manifestações internacionais
Um artigo do jornal britânico Guardian denunciou a atitude do governo em relação à comunidade. O periódico também questionou a cobertura da grande imprensa no caso, alegando que só se prestou atenção ao caso quando ele repercutiu nas redes sociais.
O diretor da Anistia Internacional, Átila Roque, declarou em nota que o despejo "viola uma série de normas internacionais". Segundo ele, "a operação foi efetuada de modo totalmente inadequado: nas primeiras horas da manhã de domingo e sem nenhum aviso apropriado. A expulsão foi levada a cabo apesar de as autoridades estarem em meio a uma negociação que visava encontrar uma saída pacífica". Juristas e entidades políticas denunciaram o caso Pinheirinho à Comissão de Direitos Humanos da Organização dos Estados Americanos.

### Censura
Alguns jornalistas alegaram que a PM isolou a comunidade do Pinheirinho proibindo os jornalistas de entrar. Segundo o Portal Terra, as instruções da Polícia Militar durante uma visita monitorada, onde os jornalistas eram acompanhados por PMs no dia 23 de janeiro foi de que o grupo não poderia se separar e que a regra central era não falar com policiais, oficiais de Justiça nem com moradores por questões de segurança dos próprio jornalistas, policiais, oficiais de justiça e mesmo dos moradores, que poderiam aproveitar a presença da imprensa e iniciar novas manifestações contrárias ao cumprimento da ordem judicial. De acordo com a matéria, "apenas imagens, sem contextualização". No dia 24 de janeiro, novas denúncias de censura. Jornalistas alegam que a PM limitava seu trabalho e impedia entrevistas. Na Folha de S. Paulo, o jornalista Jean-Philip Struck denunciou que "embora afirme que tenha "dado liberdade total" para a imprensa durante a reintegração de posse, a Polícia Militar impôs restrições ao acesso de jornalistas ao terreno da favela do Pinheirinho, em São José dos Campos." De acordo com o repórter, "na segunda-feira, dia em que milhares de moradores ainda eram retirados do terreno de 1,3 milhão de m², os policiais restringiram a entrada de jornalistas".
O presidente do Sindicato dos Jornalistas do Estado de São Paulo, José Augusto Camargo, declarou na terça-feira que a PM estava cerceando a liberdade de imprensa na região. Segundo informações de jornalistas que estavam no local, a PM estaria organizando e conduzindo grupos para realização de cobertura. O jornal Folha de S. Paulo reiterou as denúncias de censura e pediu providências. O jornalista Janio de Freitas alegou ainda que "o coronel Manuel Messias, da PM, mentiu com gravidade ao menos duas vezes em curta entrevista. Dissera que a PM só usou gás lacrimogêneo contra os moradores de Pinheirinho, o que era mentira. Foi refutado por uma repórter da CBN, com a referência a tiros de borracha e consequentes feridos. Messias retrucou, com certo deboche, que esses tiros fazem 'só vermelhidão', o que é mentira. Ferem, e podem fazê-lo com muito perigo a depender do lugar atingido". Nesta ocasião, também avolumaram-se denúncias de que os PMs e as autoridades estariam demolindo as casas dos moradores desalojados antes da retirada dos pertences.

## Denúncias relativas ao PSDB
No dia 19 de janeiro, o procurador da República Ângelo Augusto Costa alegou que a administração do PSDB na cidade coloca obstáculos às tentativas das autoridades federais de empreender melhorias na vida dos moradores do Pinheirinho. Segundo ele, a administração do prefeito tucano Eduardo Cury “tem adotado a posição de não enfrentar o desafio imposto pela consolidação de uma realidade urbana prestes a se desfazer sem que se tenham adotado as medidas mais básicas para a garantia dos direitos, em especial do direito à moradia, das famílias a serem desalojadas”. Críticos da ação policial e da posição das autoridades no Pinheirinho alegam que o PSDB está envolvido em um esquema para beneficiar o empresário Naji Nahas. Como evidência, apontam as relações de parentesco entre o juiz que negou a competência da Justiça Federal, Rodrigo Capez, e o deputado estadual Fernando Capez, eleito na legenda do PSDB. Segundo sindicatos, a determinação de realizar a reintegração pela manhã de domingo (ação cuja legalidade é questionada) foi feita pelo governador Geraldo Alckmin. A prefeitura declarou que alojará as famílias sem teto. No entanto, a TV Vanguarda denunciou o improviso e a falta de estrutura dos alojamentos da área, que deveria ter sido explorada em benefício dos moradores há mais de seis anos. O líder do PT na Câmara, deputado Paulo Teixeira (SP) criticou o governador Geraldo Alckmin por não ter evitado a violência na área. Segundo o parlamentar, "ele se omitiu dessa situação. É uma ação que poderia ter sido evitada porque é uma disputa em torno de habitação". No dia 23 de janeiro de 2012 vários protestantes da região do pinheirinho realizaram um protesto na porta do palácio dos bandeirantes sede do governo paulista. Segundo o jornal Folha de S. Paulo, o governador Alckmin conhecia os riscos do processo de desocupação de posse e, mesmo assim, planejou sua execução. No dia 24 de janeiro, o PSDB alegou que o Planalto politizou o caso da desocupação de posse no Pinheirinho. No entanto, o Ministério das Cidades mantém diálogo com a Prefeitura de São José dos Campos desde 2005 visando uma solução pacífica para o conflito. Segundo o Ministério. "Nas negociações entre a prefeitura, a associação de moradores, o Ministério das Cidades e, em algumas rodadas, contando com a participação da Câmara Municipal de São José dos Campos, sempre ficou claro que o município tem papel imprescindível na solução do conflito, considerando suas competências constitucionais de gestor do solo urbano, assim como no cadastramento, elaboração da proposta / projeto para o atendimento às famílias. Mas a prefeitura não apresentou nenhuma proposta para aquela área nas seleções de recursos federais ocorridas desde 2006, nem em outro momento". Ainda de acordo com a pasta,  "No segundo semestre de 2011, retomou-se a liminar de reintegração de posse e reabriu-se as negociações para o atendimento das famílias, com a participação da Secretaria-Geral da Presidência e da Secretaria Estadual de Habitação de São Paulo. Novamente a prefeitura não capitaneou ou se mostrou empenhada na construção de uma alternativa de provisão habitacional". A associação de moradores e o Ministério Público Federal confirmaram denúncias do ministério.
Autoridades tucanas fizeram declarações polêmicas acerca do caso Pinheirinho. A secretária de Estado da Justiça, Eloisa Arrusa, ao ser questionada se a PM teve que usar força em reintegração, respondeu "Não estou lá para saber". A fala foi apontada como sinal de distanciamento e despreocupação.

### Réplicas
Tucanos alegam que a responsabilidade pelo caso é da União, que se intrometeu em assunto que não lhe competia. Em editoriais, jornais apontaram o PSTU como principal responsável pelo conflito por ter supostamente incitado os moradores ao conflito. O jornal Folha de S. Paulo, após responsabilizar militantes de esquerda pelo conflito, afirmou que "não interessam ao PSTU soluções reais para as carências habitacionais dos pobres. O objetivo, ao contrário, é fomentar conflitos. Em sua alucinação ideológica, isso evidenciaria a suposta impossibilidade de resolvê-las no quadro da democracia." O Estadão afirmou que "a desocupação de uma área de 1,3 milhão de metros quadrados em São José dos Campos, determinada pela Justiça estadual e realizada na manhã de domingo pelo Batalhão de Choque da Polícia Militar (PM), seguiu rigorosamente o roteiro elaborado pelos movimentos sociais para ganhar as manchetes dos jornais e obter visibilidade política". Segundo o jornalista José Nêumanne, "A polícia exorbitou? Ninguém percebeu a fotografia publicada nos jornais de uma tropa armada de paus e pedras para defender direitos inexistentes sobre solo alheio? Ninguém, de sã consciência, esperava que tropas policiais enfrentassem esses resistentes levando flores no cano de fuzis, em vez de baionetas. Um crítico isento aplaude o fato de a Polícia Militar (PM) paulista ter conseguido desarmar aquela resistência sem derramar sangue de ninguém e, sobretudo, sem produzir um cadáver. Em ano eleitoral, sangue e cadáveres costumam interferir em resultados de urnas." O senador tucano Aloysio Nunes alegou que "desde 2004, a União nunca se manifestou no processo como parte nem solicitou o deslocamento dos autos para a Justiça Federal. Em 13 de janeiro de 2012, oito anos após a invasão, quando a reintegração já era certa, o Ministério das Cidades – logo o das Cidades, do combalido ministro Mário Negromonte – entregou às pressas à Justiça um “protocolo de intenções”. Sem assinatura, sem dinheiro, sem cronograma para reassentar famílias nem indicação de áreas, o documento, segundo a Justiça, “não dizia nada”, era uma intenção política vaga." O colunista Luiz Felipe Pondé qualificou seus adversários políticos de "vagabundos, ladrões e drogados".
Jornais de oposição e políticos tucanos também acusaram o PSTU de cobrar uma taxa opcional de R$10 das famílias. No entanto, segundo lideranças do PSTU, a contribuição era usada para mover o processo jurídico contrário à reintegração.
Os militantes Guilherme Boulos e Valdir Martins criticaram as alegações de tucanos e dos jornais. Em artigo publicado na Folha de S. Paulo, direcionaram críticas ao governo federal demonstrando que há divergência entre as lideranças do Pinheirinho e as lideranças petistas. Afirmaram, ainda, que "a ideia de "maus elementos radicais manipulando uma massa ingênua" foi o argumento preferido da ditadura militar para desqualificar os movimentos de resistência. Parte da tese conservadora de que o povo brasileiro é naturalmente pacato e resignado, só se movendo por influência externa".

## Questões jurídicas
O processo judicial em torno da posse do terreno do Pinheirinho é antigo. Em um primeiro momento, uma liminar da 18ª vara de Falência de SP concedeu a reintegração de posse da área à massa falida negando recurso dos moradores. O TJ/SP, contudo, cassou a liminar por incompetência da vara. A seguir, a 6ª vara Cível negou a liminar pedida pela massa falida. O TJ/SP reformou essa decisão e concedeu uma nova liminar com a reintegração de posse à massa falida. O próprio TJ suspendeu essa liminar mais tarde. Após avaliação, o STJ anulou todo o processo por irregularidade. A decisão do STJ foi comunicada à 6ª vara Cível, mas a juíza titular (Márcia Loureiro) analisando o pedido da massa falida resolveu 'ressuscitar' a liminar inicial da vara de Falência de São Paulo. Mais tarde, a União manifestou interesse pela solução do problema e firma termo de compromisso com o governo paulista e município, para regularizar a gleba de terras. Foi, então, enviado um ofício pelo Ministério das Cidades ao juízo da 6ª vara, informando sobre seu interesse na resolução da questão. A seguir, foi ajuizada medida cautelar inominada com pedido de liminar na JF em virtude do interesse jurídico da União. O juiz Federal de plantão deferiu a liminar para determinar às forças policiais que se abstivessem de promover a desocupação. No entanto, um juiz Federal substituto cassou a liminar e declinou da competência sobre o caso em favor da Justiça estadual paulista. Contra essa decisão foi interposto recurso de agravo de instrumento. Logo, o TRF da 3ª região concedeu efeito suspensivo reconhecendo o interesse da União e a competência da JF para decidir o caso, novamente determinando que as forças policiais se abstivessem da desocupação. Por fim, a União suscitou o conflito de competência ao STJ, pretendendo ver reconhecida a competência da JF para o caso. No entanto, o TJ-SP ignorou a decisão da justiça federal e ordenou a reintegração de posse em caráter de urgência antes da resolução do STJ.
Segundo teóricos de direito constitucional, a competência dos juízes federais é: de processar e julgar as causas em que a União for interessada na condição de autora, ré, assistente ou oponente (exceto em casos de falência); causas entre Estado estrangeiro ou organismo internacional e Município ou pessoa residente no país; crimes políticos; causas fundadas em tratado ou contrato da União com Estado estrangeiro ou órgão internacional; crimes previstos em tratados ou convenção internacional; causas relativas a direitos humanos ( referente ao cap. 5, art. 109 da CF); crimes contra organização do trabalho; disputas sobre direitos indígenas.
O STJ e alguns especialistas em direito constitucional (Gustavo Rene Nicolau e  Cesar Klouri) consideram que a competência da determinação era da justiça estadual e, portanto, que a reintegração de posse foi legal e legítima.  A OAB, o MPF, especialistas da ONU e a Associação Democrática por Moradia e Direitos Sociais de São José dos Campos discordam da legalidade e legitimidade da ação, por meio de vários argumentos que extrapolam a mera questão da competência. Em primeiro lugar, questiona-se a validade da reforma da liminar da vara de Falência pela juíza da 6ª vara Cível, considerada irregular pelo próprio STJ. Alega-se que a União firmou compromisso no caso e, portanto, a justiça federal passava a ter competência. O procurador do Ministério Público Federal considera a decisão do juiz estadual "atípica" e "totalmente anormal". Segundo o especialista da ONU, Cláudio Acioly, a determinação da justiça estadual conflita com o direito fundamental à moradia. "Você não pode simplesmente botar o trator e desrespeitar os direitos adquiridos a partir do princípio da função social da residência. A ocupação do Pinheirinho começou em 2004. Isso significa que cinco anos já se passaram e muitas pessoas que estão ali já estão estabelecidas. Pelo que tenho lido, está havendo uma violação clara do direito à habitação, que inclui o direito de não ser desalojado forçosamente. Está havendo uma violação drástica do princípio de habitação adequada. Além disso, a ação de desalojo ocorreu no domingo – você não faz uma ação dessas no domingo, tem de haver uma participação da comunidade. Mesmo sendo uma decisão da Justiça, ela tem de ser aplicada de forma humana. O Estado tem um dever para com essas pessoas e deve reconhecer que possuem direitos como cidadãos brasileiros. Pelo que eu vi isto não está acontecendo", relatou. O professor André Ramos Tavares também acatou a interpretação do STJ com reservas. Segundo ele, caberia ao juiz procurar o governo e a prefeitura para saber qual destino teriam os moradores da área.
O STF negou pedido da associação dos moradores do Pinheirinho por motivos técnicos e não entrou no mérito da competência. Os documentos jurídicos do caso estão disponíveis na internet.
O defensor público Jairo Salvador, de São José dos Campos, afirmou que não há precedentes brasileiros do caso. De acordo com ele, "o Pinheirinho é só mais um capítulo do extermínio da pobreza, de uma cidade que quer se vender como perfeita (...) Não tem lei em São Paulo. É só ter força. Cada um cumpre o que quer".

### Posição da Ordem dos Advogados do Brasil de São José dos Campos - OAB/SJC
A 36ª Subseção da Ordem dos Advogados do Brasil - São José dos Campos publicou o relatório da Comissão Especial para Acompanhamento da Desocupação do Local Denominado “Pinheirinho”, onde descreve o resultado das apurações impetradas por aquele órgão, divulgando inclusive que não houve violação dos Direitos Humanos na conduta geral da Polícia Militar, mas casos isolados que não invalidam a operação como um todo, atestando também a preocupação de Comandantes e Soldados em evitar vítimas e respeitar a integridade física e moral das pessoas. O órgão denuncia também a lentidão do Poder Judiciário paulista, a ausência de políticas públicas de habitação (por parte da União, do Estado e do Município) e a exploração política e econômica praticadas por líderes do movimento contra a população carente que se instalou no Pinheirinho.